# Fergana

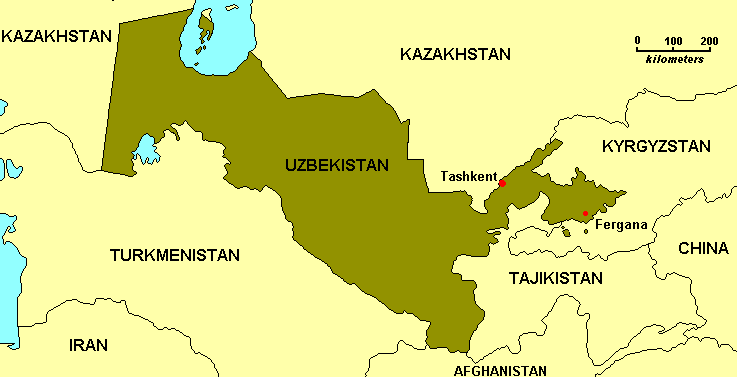
Fergana elhelyezkedése Üzbegisztán keleti részében.

Fergana vagy Fargana (IPA: [ɸarˈʁɒna] üzbégül: Fargʻona / Фарғона, oroszul: Фергана) város Közép-Ázsiában, Üzbegisztán keleti részében. Fergana tartomány fővárosa. Népessége mintegy 214 000 fő.

## Fekvése
A Ferganai-medence déli szélén, Taskent üzbég fővárostól 420 kilométerre keletre, Andijontól 75 kilométerre nyugatra található. Koordinátái: 40° 23′ 11″É, 71° 47′ 11″K

## Története
A termékeny Fergana-völgy, mely egy Kirgizisztán és Tádzsikisztán – valamint az Altaj és a nyugati Tien-san hegységek – által határolt medence, egykor az északi-selyemút egyik fontos helye volt, amely Xi'an ősi kínai fővárosát kapcsolta össze a Wushao Ling-hegyi út mentén Wuweiel, és Kashgarral az ősi Parthia felemelkedése előtt, vagy az Aral-tó és a Kaszpi-tó északi részét a Fekete-tenger kikötőivel.
A Kusán Birodalom idején Ferganának hívták. Az ősi királyság helyét, amelyet a kínai krónikákban Dayuannak (大宛, "Nagy Yuan", szó szerint "Nagy Ioniaknak") neveznek, most általánosan elfogadottnak tartják a Fergana-völgyben. Nevét néha, bár ritkábban, Dawan alakban is írták. Dayuan lakói görögök voltak, görög kolonialisták leszármazottai, akiket Nagy Sándor 329-ben telepített be Ferganába, és a Szeleukidák és a Görög-Baktria hellenisztikus birodalmának idején virágzott.
Fergana legkorábbi kínai látogatója Zhang Qian nagykövet volt, akinek leírása szerint "Dayuan a Xiongnu területétől délnyugatra fekszik, mintegy 10 000 km-re közvetlenül Kínából nyugatra. Az ide telepített lakosság földműveléssel, és rizs, búza- és szőlőtermesztéssel, borkészítéssel foglalkozik. A régióban számos helyen tenyésztenek lovat is. Az emberek erődített városokban, házakban élnek, mintegy hetven vagy több különböző városban. A lakosság száma több százezer. Az emberek íjakkal és lándzsákkal harcolnak, és lóhátról tudnak lőni. Dayuanot északon határolja Kangju, nyugatra a Nagy Yuezhi királysága, délnyugatra Daxia (Baktria), északkeleti részén a Vuszunok földje, és keleten Yumi (Keriya) és Yutian (Hotan)."
Da Yuan erős államként jelenik meg mind a Shijiben, mind a Hanshuban. Miután Xian, Yarkand királya, az 1. század közepén meghódította, fokozatosan elvesztette jelentőségét.
A zoroasztriánusokok irodalma a területet a zoroasztriánus hazájaként azonosítja. A Karakhanid uralom alatt Özkent néven ismert. Fergana központi szerepet játszott a dél-ázsiai Mughal-dinasztia történetében. is, mivel Omar Sheikh Mirza, Farghana vezetője és Zahiruddin Muhammad Babur (1483–1530), az indiai Mughal-dinasztia alapítója volt. Mirza halála után 1498-ban Babur lett a főnök, bár még mindig kiskorú volt.
A tizenkilencedik században Oroszország terjeszkedése során az oroszok elfoglalták Türkmenisztánt és 1855 és 1884 között fokozatosan átvették itt a hatalmat. 1873-ban a Kokandi kánság fővárosává tették meg, és az orosz birodalom Fergana tartományának nevezték el.
A mai modern Fergana városát 1876-ban alapították, helyőrségként és gyarmati településként.

## Gazdaság
Olajfinomító központ.